# ベヒーモス (バンド)
ベヒーモス (Behemoth) は、ポーランド出身のブラッケンド・デスメタルバンド。
同国の「ヴェイダー」「ヘイト」らと並び、エクストリーム・メタルシーンの確立に貢献したバンドの一つ。音楽性が当初のブラックメタルから、近年はデスメタルのスタイルに接近している。

## 沿革
1991年 - ネルガル（ボーカル、ギター、ベース）、バール・レイヴンロック（ドラムス）、デシクレイター（ギター）のラインナップで結成される。最初のリリースは『Endless Damnation』と『The Return Of The Northern Moon』というデモテープだった。
1993年 - ペイガン・レコードと契約し、デモテープ『From The Pagan Vastlands』をリリースした。
1995年 - 1枚目のアルバム『Sventevith（Storming Near The Baltic)』を発売する。
1996年 - 2枚目のアルバム『Grom』を録音。このアルバムにアコースティックギター、女性ボーカル、シンセサイザがはじめて盛り込まれた。アルバム発表後、欧州のコンサートツアーを行なう。
1998年 - 3枚目のアルバム『Pandemonic Incantations』がリリースされる。しかし、宣伝不足で多くの注目を集めなかった。すぐ後にイタリアのレコード会社、アヴァンギャルド・ミュージックと契約した。
1999年 - アヴァンギャルド・ミュージックよりアルバム『Satanica』を発表。このアルバムからデスメタルの影響が見えるようになった。アルバムがアンダーグラウンドシーンで大成功を収めた。サテリコンとディーサイドと一緒に行われたツアーきっかけ知名度がさらに高まった。この時期、ベーシストのノヴィ（セッション）とギタリストのハボックがバンドに参加した。
2000年 - この年リリースされた新しいアルバムでは、正確なドラミングと重い複合ギター演奏のおかげでデスメタルに向けて一層進展した。このアルバムは世界的に評価された。すぐ後に行われたツアーで多くの有名な音楽フェスティバルに参加した。ツアーのコンサートの多くでカーペシアン・フォレスやコルドと一緒に演奏した。ツアーの最後のコンサート後に『Zos Kia Cultus（Here and Beyond)』というアルバムを録音した。
2002年 - ノルウェーツアーを初めて行った。
2004年 - ハボックがバンドから脱退し、ノヴィもセッション参加を終了した。同年、新作アルバム『Demigod』が音楽チャートで成功した。
2007年 - アルバム『The Apostasy』プロモーションのためにアメリカの音楽フェスティバル オズフェストに参加した。

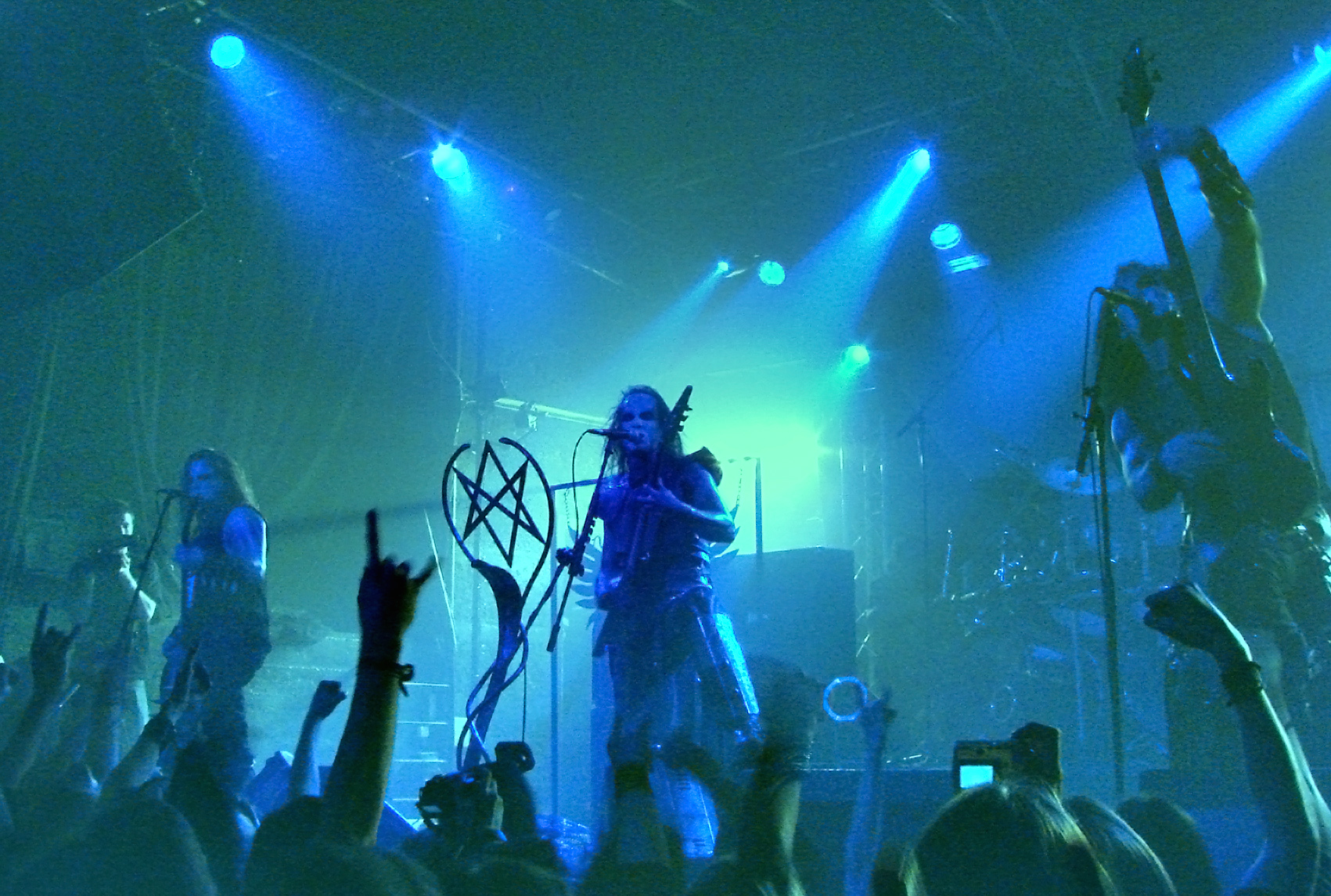
フランス・パリ公演 (2008年2月)

2008年 - 10月に初来日を果たす。初のコンサートのDVDがリリースされた。
2009年 - アルバム『Evangelion』がニュークリア・ブラストから発売された。2010年1月にアメリカツアーが開始された。
2010年 - 4月、Extreme the dojo Vol.23で2度目の来日公演。
2013年 - Loud Park13に出演。
2014年 - アルバム『The Satanist』をリリース。
2015年 - 10月 4回目の日本公演。

## 音楽的特徴
ノルウェイジャン・ブラックメタルのシーンとブラスフェミーのデモ"Blood Upon the Altar"に影響を受けたと語っている。

## メンバー

### 現ラインナップ
- ネルガル (Adam "Nergal" Darski) - ボーカル/ギター (1991- )
- セト (Patryk "Seth" Sztyber) - ギター (2004- )
正式メンバーと同様に記述されることも多い一方、ライヴセッションとされることもあり、実際にバンドのメンバー写真には写っていない。
- オライオン (Tomasz "Orion" Wróblewski) - ベース (2003- )
- インフェルノ (Zbigniew "Inferno" Promiński) - ドラムス (1997-1999, 2000- )

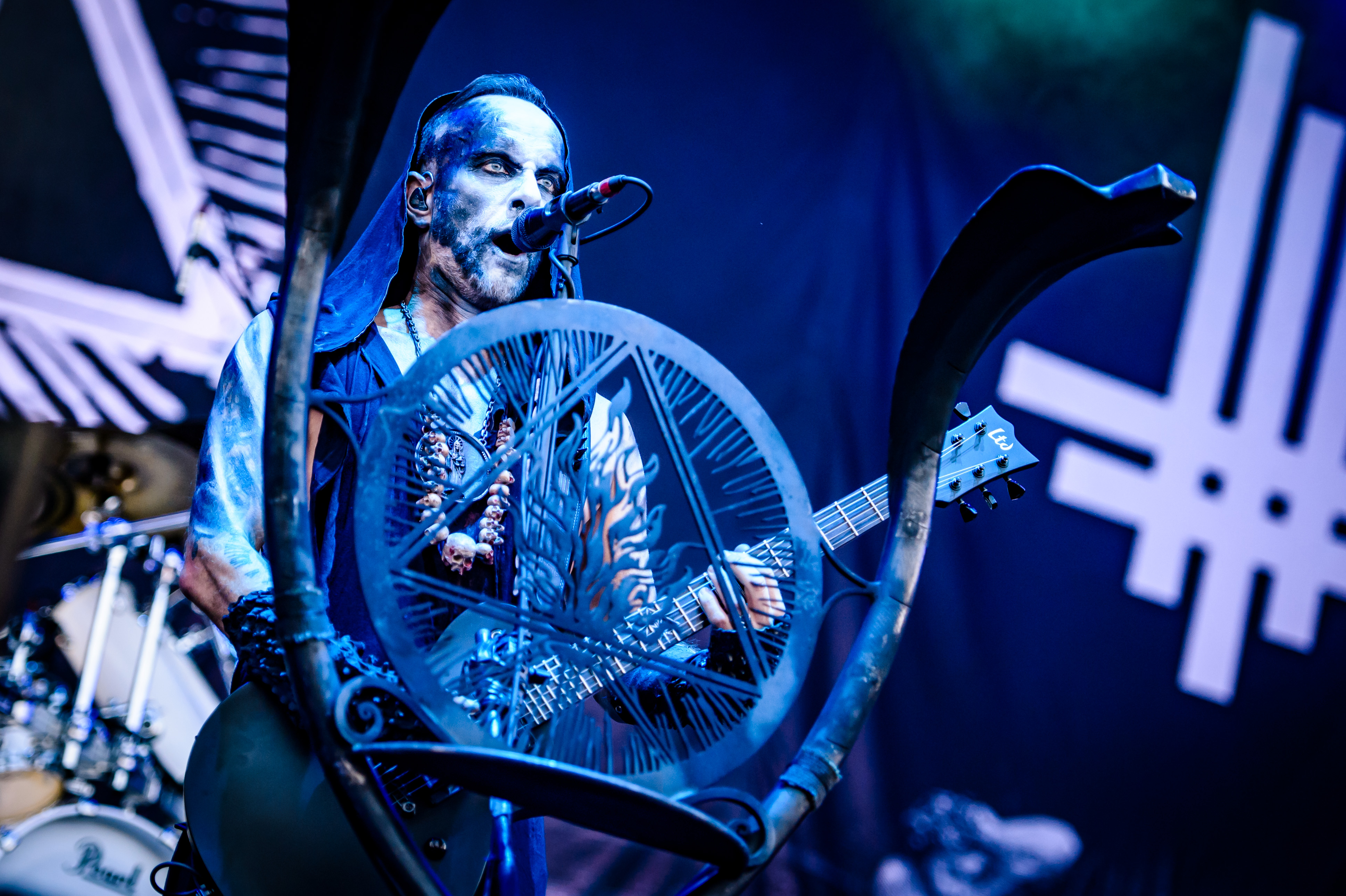
ネルガル(Vo/G) 2018年
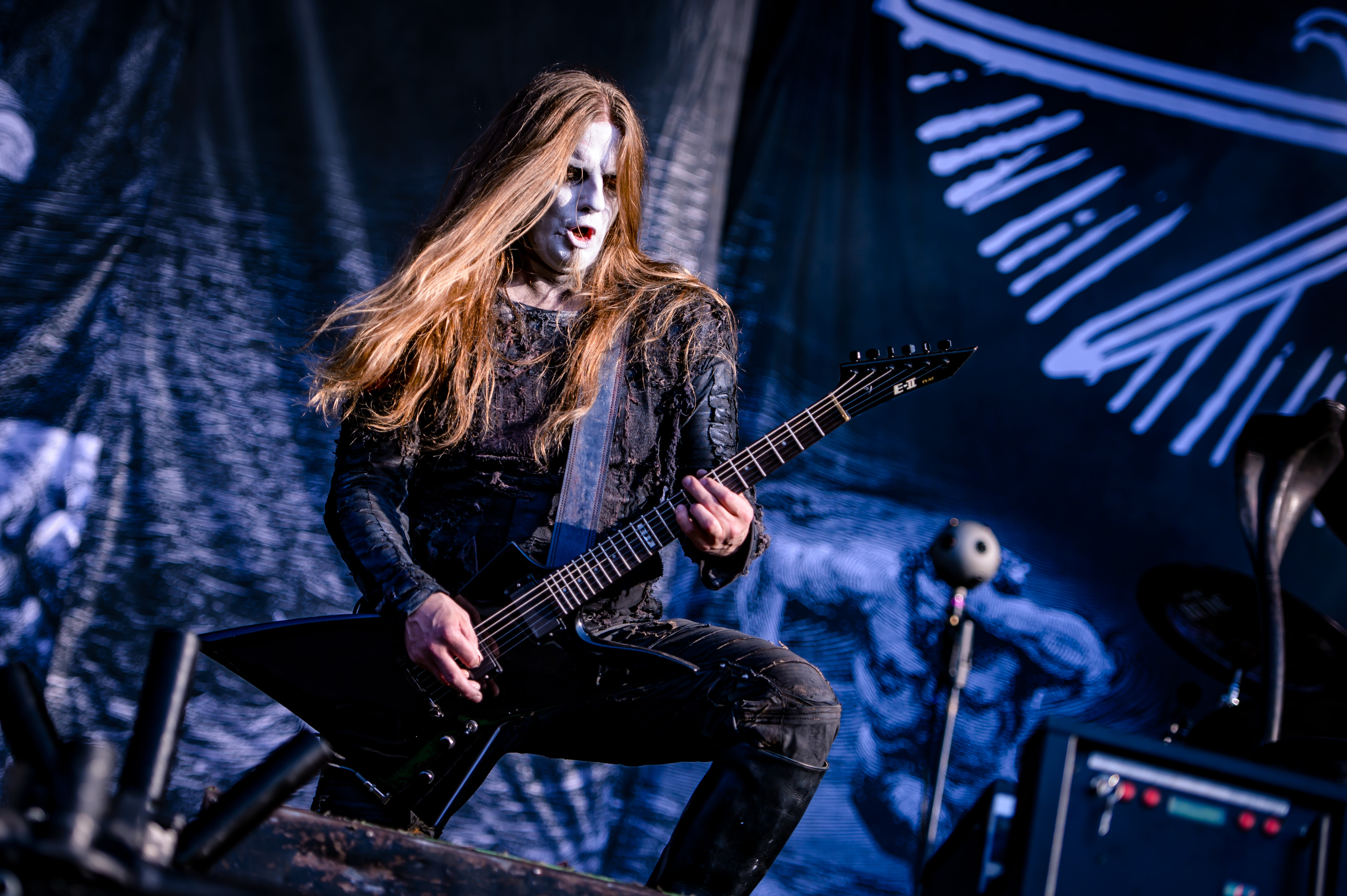
セト(G) 2018年
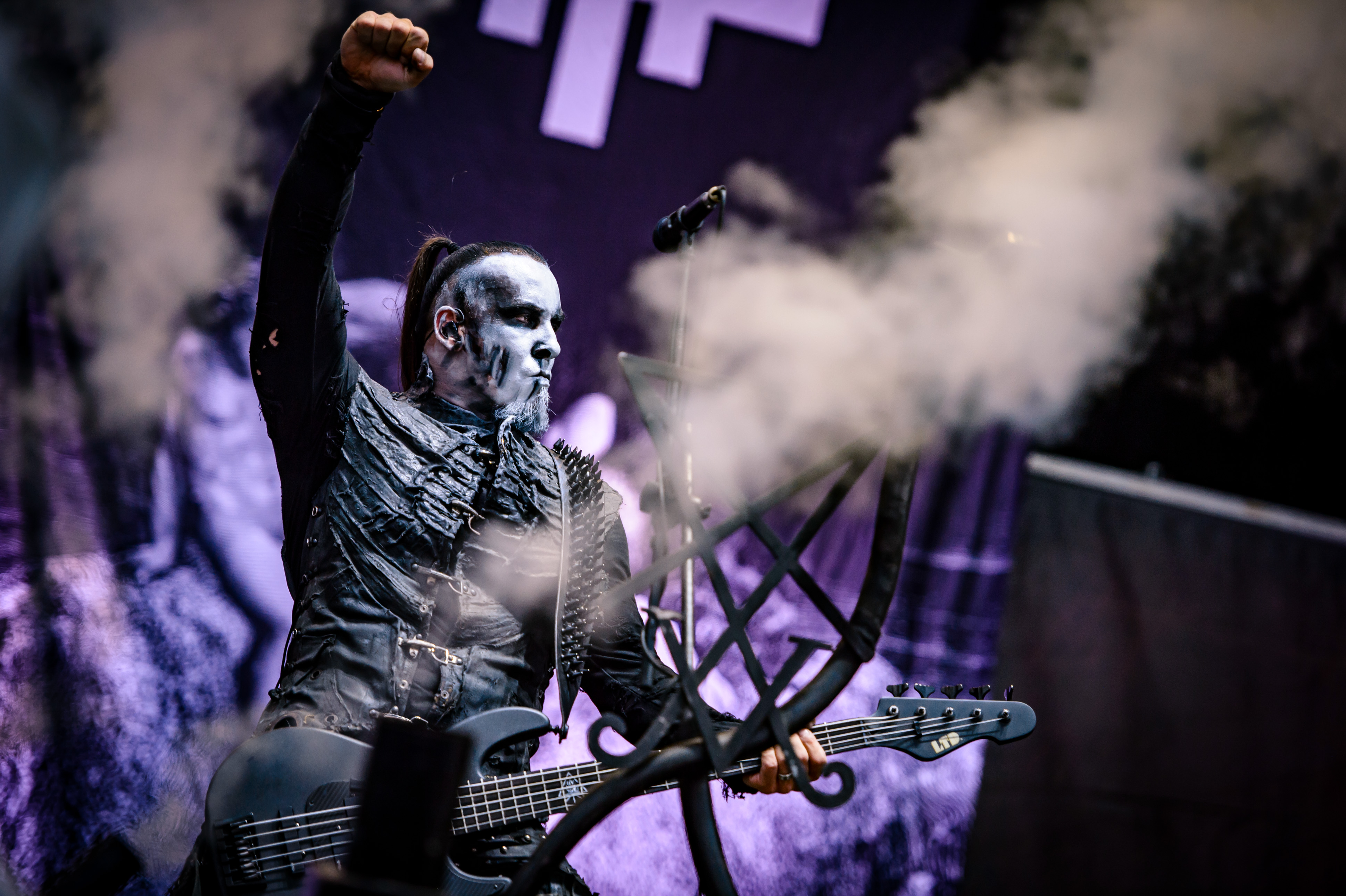
オライオン(B) 2018年
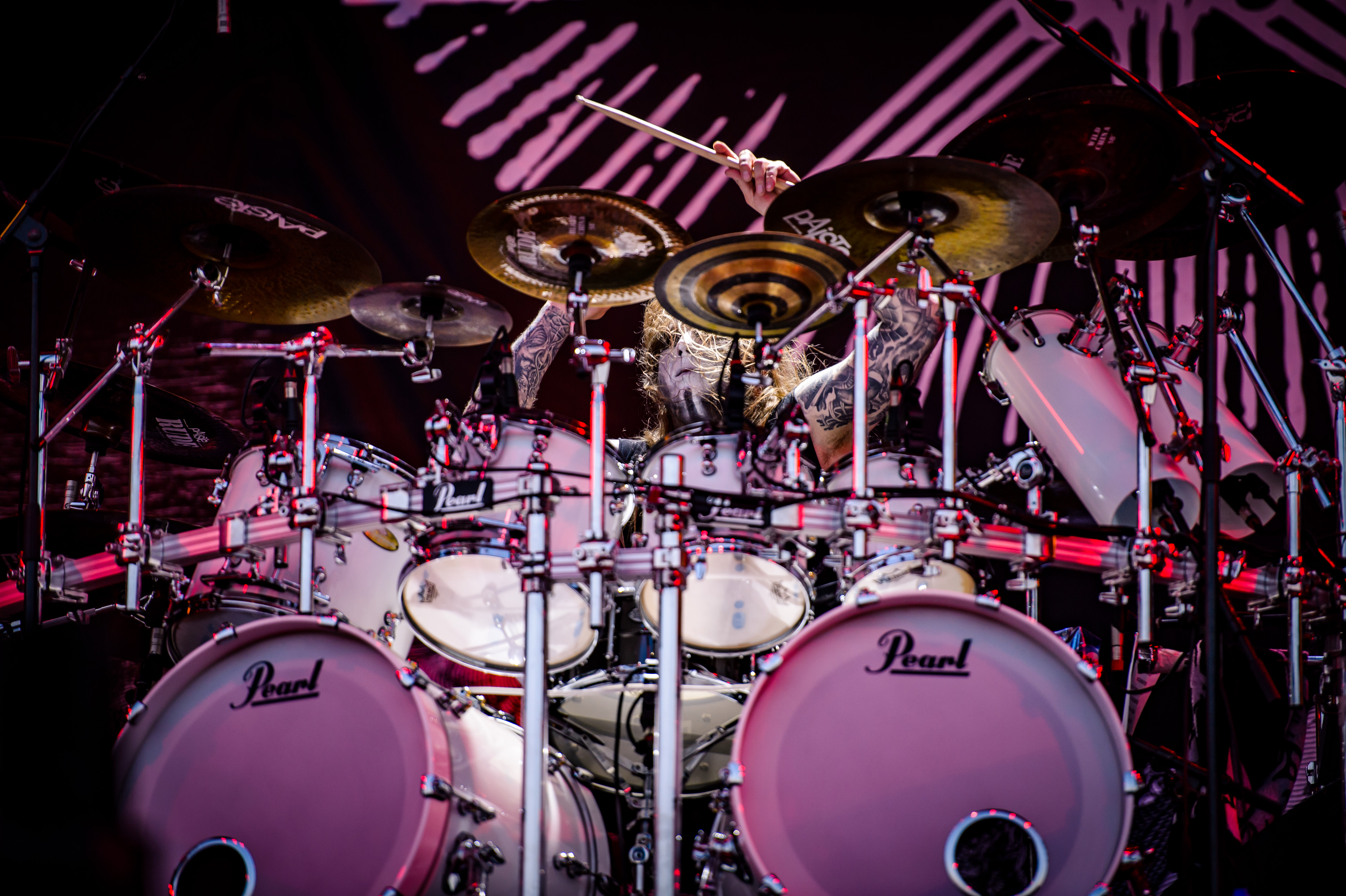
インフェルノ(Ds) 2018年

### 旧メンバー
- デシクレイター (Adam "Desecrator" Malinowski) - ギター (1991-1992)
- フロスト (Rafał "Frost" Brauer) - ギター (1993-1994)
- レス (Leszek "Les" Dziegielewski) - ギター (1999), ベース (1995-1997, 1998-1999)
- ハヴォック (Mateusz "Havoc" Śmierzchalski) - ギター (2000-2003)
- オルクス (Sławomir "Orcus" Kolasa) - ベース (1993-1995)
- メフィスト (Mefisto) – ベース (1997-1998)
- バール・レイヴンロック (Adam "Baal Ravenlock" Muraszko) - ドラムス (1991-1996)

## ディスコグラフィ
スタジオ・アルバム
- Sventevith (Storming Near the Baltic) (1995)
- Grom (1996)
- Pandemonic Incantations (1998)
- Satanica (1999)
- Thelema.6 (2000)
- Zos Kia Cultus (Here and Beyond) (2002)
- Demigod (2004)
- The Apostasy (2007)
- Evangelion (2009)
- The Satanist (2014)
- I Loved You at Your Darkest (2018)
- Opvs Contra Natvram (2022)
- The Shit ov God (2025)

ライヴ・アルバム
- At the Arena ov Aion – Live Apostasy (2008)
- Live Barbarossa (2014)

コンピレーション
- Demonica (2006)
- Abyssus Abyssum Invocat (2011)